# Phạm Sanh Châu
Phạm Sanh Châu (sinh năm 1961) là một nhà chính trị, nhà giáo dục và một nhà ngoại giao người Việt Nam. Ông nguyên là Đại sứ Việt Nam tại Ấn Độ kiêm Nepal và Bhutan (2018-2022), nguyên Trợ lý Bộ trưởng Bộ Ngoại giao, Đặc phái viên của Thủ tướng Chính phủ Việt Nam về các vấn đề UNESCO, Tổng Thư ký, Ủy ban Quốc gia UNESCO của Việt Nam. Đại sứ Phạm Sanh Châu là ứng cử viên đại diện cho Việt Nam tranh cử Tổng giám đốc UNESCO năm 2017.

## Tiểu sử

Đại sứ Phạm Sanh Châu trả lời phỏng vấn báo chí, tháng 1 năm 2018 tại Hà Nội

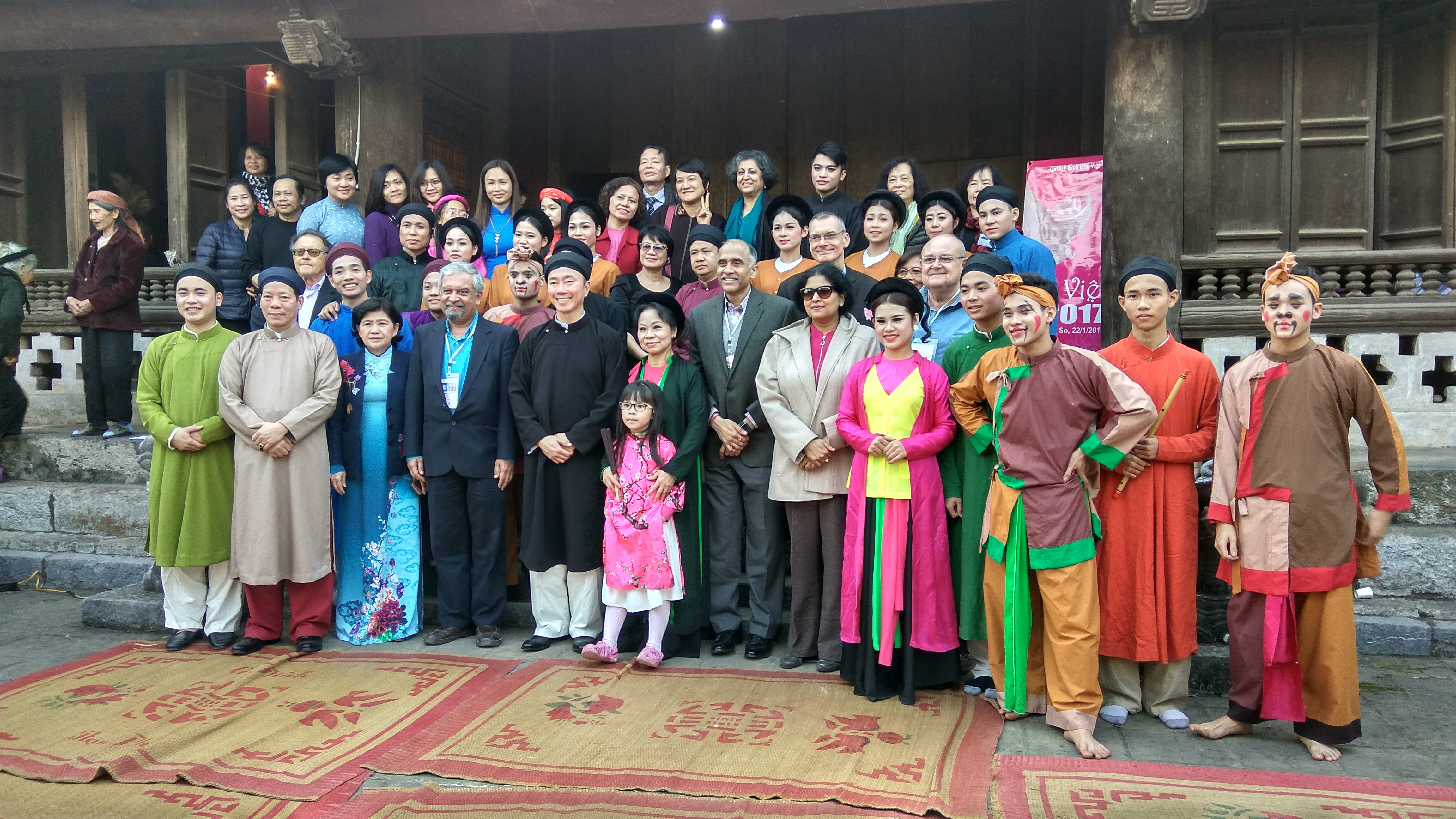
Đại sứ Phạm Sanh Châu (áo đen, giữa) cùng các đại sứ trong chương trình Tết "Đình Làng Việt", tháng 1 năm 2017 tại Hà Nội

Ông sinh ngày 19 tháng 9 năm 1961 tại Myanmar, nguyên quán tại xã Sơn Bằng, huyện Hương Sơn, tỉnh Hà Tĩnh. Sinh ra trong một gia đình ngoại giao, Phạm Sanh Châu được thừa hưởng truyền thống gia đình và nền tảng văn hóa Việt Nam, đồng thời sớm được trải nghiệm, tiếp thu nhiều nền văn hóa bản địa Myanmar nơi ông được sinh ra, nền văn hóa Slav và Trung Đông vào thời niên thiếu khi theo gia đình đi công tác. Ông được đào tạo bài bản tại Việt Nam và nhiều nước châu Âu. Ông sử dụng thành thạo tiếng Anh và tiếng Pháp.
Ngày 14 tháng 11 năm 2016, ông được bổ nhiệm là Trợ lý Bộ trưởng, Bộ Ngoại giao. Cũng trong năm 2016, ông Phạm Sanh Châu được bổ nhiệm là Đặc phái viên của Thủ tướng Chính phủ Việt Nam về các vấn đề UNESCO.
Phạm Sanh Châu bắt đầu sự nghiệp ngoại giao từ năm 1983 với trách nhiệm theo dõi các hoạt động chung của Liên hợp quốc và vấn đề về nhân quyền. Ông được Nhà nước Việt Nam cử làm Đại sứ Đặc mệnh toàn quyền của Việt Nam tại Vương quốc Bỉ, Đại Công quốc Lúc xăm bua và Trưởng đoàn Việt Nam bên cạnh Liên minh châu Âu (2011-2014). Qua đó, ông tích lũy được nhiều kinh nghiệm ngoại giao, hiểu biết quan hệ quốc tế cũng như trực tiếp tham gia vào các hoạt động đàm phán quan trọng như Hiệp định tự do thương mại EU-Việt Nam, thúc đẩy phê chuẩn Hiệp định đối tác EU-Việt Nam.
Năm 1999-2003, ông là người trẻ tuổi nhất được bổ nhiệm làm Đại sứ, Trưởng Phái đoàn Thường trực nước Cộng hòa xã hội chủ nghĩa Việt Nam bên cạnh UNESCO, Paris, Cộng hòa Pháp, đồng thời, được Nhà nước Việt Nam cử làm Đại diện của Chủ tịch nước Việt Nam tại Cộng đồng Pháp ngữ (2000-2003). Trải qua việc đảm đương những cương vị này, ông hiểu rõ về Tổ chức và có những đóng góp cụ thể vào các hoạt động của UNESCO, đặc biệt các đóng góp mang ý nghĩa lâu dài cho vai trò, vị thế và sự phát triển của UNESCO như khi tham gia soạn thảo Công ước 2003 về di sản văn hóa phi vật thể, làm Phó chủ tịch Hội đồng chấp hành UNESCO năm 2001 và Chủ tịch nhóm soạn thảo Công ước 2005 về đa dạng biểu đạt văn hóa. Từng là Chủ tịch nhóm các Đại sứ khu vực Châu Á-Thái Bình Dương tại UNESCO (2002), ông tham gia điều phối quan hệ giữa các quốc gia thành viên với tổ chức UNESCO và góp phần tạo đồng thuận để triển khai trên thực tế các ý tưởng của UNESCO.
Từ năm 2007 đến 2011 và từ 2014 đến 2016, ông đồng thời giữ chức vụ Tổng Thư ký Ủy ban Quốc gia UNESCO Việt Nam và Vụ trưởng, Vụ Văn hóa Đối ngoại và UNESCO, Bộ Ngoại giao. Ủy ban Quốc gia UNESCO Việt Nam là cơ quan điều phối của 06 Bộ, ngành: Bộ Ngoại giao, Bộ Văn hóa, Thể thao và Du lịch, Bộ Giáo dục và Đào tạo, Bộ Thông tin Truyền thông, Bộ Khoa học Công nghệ và Viện Hàn lâm Khoa học và Công nghệ Việt Nam. Phạm Sanh Châu là chuyên gia về di sản của Việt Nam, trực tiếp tham gia xây dựng các hồ sơ di sản. Ông vừa là nhà quản lý của Việt Nam trong các lĩnh vực của UNESCO, vừa là người truyền bá, trực tiếp giảng dạy, góp phần đưa các ý tưởng lớn của UNESCO về giáo dục, khoa học, thông tin như xóa mù chữ, học tập suốt đời, xã hội học tập, thúc đẩy bình đẳng giới, chung tay vì di sản, mô hình tăng trưởng xanh... vào thực tiễn ở Việt Nam.
Ngoài ra, ông từng là thành viên Ban giám khảo của cuộc thi Hoa hậu Trái Đất 2010 được tổ chức ở Nha Trang, Việt Nam.

## Quá trình công tác
| Đại sứ đặc mệnh toàn quyền nước Cộng hòa xã hội chủ nghĩa Việt Nam tại Cộng hòa Ấn Độ kiêm Cộng hòa Dân chủ Liên bang Nepal và Vương quốc Bhutan \| New Delhi, Ấn Độ                                                                         | 2018 - 2022 |
| Đại sứ, Đặc Phái viên của Thủ tướng Chính phủ Việt Nam về các vấn đề UNESCO \| Hà Nội, Việt Nam | 2016 - nay  |
| Tổng Thư ký, Ủy ban Quốc gia UNESCO của Việt Nam \| Hà Nội, Việt Nam | 2014 - nay  |
| Trợ lý Bộ trưởng Bộ Ngoại giao, Bộ Ngoại giao \| Hà Nội, Việt Nam | 2016 - 2018 |
| Vụ trưởng, Vụ Văn hóa Đối ngoại và UNESCO, Bộ Ngoại giao \| Hà Nội, Việt Nam | 2014 - 2016 |
| Đại sứ Đặc mệnh toàn quyền của Việt Nam tại Vương quốc Bỉ, Đại Công quốc Luxembourg và Trưởng đoàn Việt Nam bên cạnh Liên minh Châu Âu \| Brúc-xen, Bỉ                                                                                       | 2011 - 2014 |
| Tổng Thư ký, Ủy ban Quốc gia UNESCO của Việt Nam \| Hà Nội, Việt Nam Vụ trưởng, Vụ Văn hóa Đối ngoại và UNESCO, Bộ Ngoại giao \| Hà Nội, Việt Nam                                                                                            | 2007 - 2011 |
| Phó Vụ trưởng Ban thư ký APEC, Bộ Ngoại giao \| Hà Nội, Việt Nam | 2005 - 2007 |
| Phó Vụ trưởng, Phó Giám đốc, Học viện Quan hệ quốc tế, Bộ Ngoại giao (Học viện Ngoại giao) \| Hà Nội, Việt Nam | 2003 - 2005 |
| Đại sứ, Trưởng Phái đoàn Thường trực nước Cộng hòa xã hội chủ nghĩa Việt Nam bên cạnh UNESCO, Paris, Cộng hòa Pháp \| Paris, Cộng hòa Pháp Đại diện cá nhân Chủ tịch nước Việt Nam tại Hội đồng Thường trực Pháp ngữ \| Paris, Cộng hòa Pháp | 1999 - 2003 |
| Phó Vụ trưởng, Văn phòng Bộ, Bộ Ngoại giao \| Hà Nội, Việt Nam | 1997 - 1999 |
| Trưởng phòng, Phòng Nghiệp vụ ngoại ngữ, Bộ Ngoại giao \| Hà Nội, Việt Nam | 1993 - 1997 |
| Chuyên viên, Phòng Nghiệp vụ ngoại ngữ, Bộ Ngoại giao \| Hà Nội, Việt Nam | 1991 - 1993 |
| Chuyên viên, Vụ Vấn đề chung, Bộ Ngoại giao \| Hà Nội, Việt Nam | 1986 - 1991 |
| Đi nghĩa vụ quân sự (Bộ Tư lệnh pháo binh, Bộ Quốc phòng) \| Hà Nội, Việt Nam | 1984 - 1986 |
| Chuyên viên, Văn phòng Bộ, Bộ Ngoại giao \| Hà Nội, Việt Nam | 1983 - 1984 |

## Đào tạo
| Asia-Pacific Center for Security Studies (APCSS) \| Hawaii, Hoa Kỳ Strategic Studies         | 2004 |
| European Union Training Centre \| Brúc-xen, Bỉ Foreign Language and International Studies    | 1994 |
| Institute of International and Development Studies \| Geneva, Thụy Sĩ Multilateral Diplomacy | 1991 |
| University of Oslo \| Oslo, Nauy International Development Studies                           | 1990 |
| International Institute of Social Studies \| The Hague, Hà Lan Diploma of International Law  | 1989 |
| Học viện ngoại giao \| Hà Nội, Việt Nam Bachelor of Arts in International Relations          | 1982 |

## Vinh danh
| Huân chương Lao động hạng Nhất (Việt Nam)                        | 2020                                     |
| Huân chương Danh dự Đại thập Hoàng gia hạng Nhất (Vương quốc Bỉ) | 2015                                     |
| Huân chương Lao động hạng Hai (Việt Nam)                         | 2012                                     |
| Phong hàm Đại sứ suốt đời (Việt Nam)                             | 2011                                     |
| Huân chương Lao động hạng Ba (Việt Nam)                          | 2007                                     |
| Bằng khen của Thủ tướng Chính phủ Việt Nam (Việt Nam)            | 2008, 2010, 2011, 2012                   |
| Bằng khen của Bộ trưởng Bộ Ngoại giao (Việt Nam)                 | 2002, 2003, 2008, 2010, 2011, 2014, 2015 |
| Huân chương Cành cọ Hàn lâm (Cộng hòa Pháp)                      | 2005                                     |

## Kỷ luật

Phạm Sanh Châu, tháng 4 năm 2023 tại Hà Nội

Liên quan đến Vụ chuyến bay "giải cứu" công dân trở về nước do đại dịch COVID-19, Uỷ Ban Kiểm Tra Trung ương khiển trách ông Phạm Sanh Châu, nguyên Đại sứ Việt Nam tại Ấn Độ . Cuối năm 2022, ông thôi giữ chức Đại sứ Việt Nam tại Ấn Độ kiêm Nepal và Bhutan, thay thế bằng ông Nguyễn Thanh Hải.